# Scopula zernyi
Scopula zernyi là một loài bướm đêm trong họ Geometridae.